# الهی‌نامه (عطار نیشابوری)
الهی‌نامه از سروده‌های عطار نیشابوری و از شاهکارهای ادب پارسی به‌شمار می‌رود که بر وزن مثنوی «خسرو و شیرین» نظامی گنجوی سروده شده‌است. عطار، در این اثر به بازگویی مقاصد اهل تصوف می‌پردازد و همچون صوفیان به جای برهان (استدلال منطقی)، از تمثیل بهره می‌گیرد.
دو مثنوی عارفانه «الهی‌نامه» و «منطق الطیر» را برای راهنمایی سالکانِ طریقت معرفت سرود و در سده ششم هجری آن‌ها را با شگردی سمبولیک، طرح‌ریزی کرد و به حکایات و تمثیلات آراست تا بتواند راهروان مکتب عرفان را به آسانی یاری و هدایت کند تا در ریاضت و کوشش معنوی خویش برای کشتن نفس اماره توفیق و به شناخت حقیقت و درک معنویت و کیفیت هستی دست یابند. عطار الهی‌نامه را در اواخر عمرش نگاشته‌است.
الهی نامه در مجموع ۶۵۱۱ بیت است. پس از مقدماتی در وصف پیامبر و یارانش، پاسخ پدری است به درخواست‌های شش فرزندش، که هر کدام چیزی مانند دختر پریان، جادو، جام جم، آب حیات، انگشتری سلیمان و کیمیا، از وی طلب کرده‌اند.

## ساختار
قالب این اثر، مثنوی است و حدود هفت‌هزار بیت دارد و افزون بر شیوایی درون‌مایه، از ترتیب زیبایی برخوردار است و با مقدمه‌ای آغاز می‌شود که مناجات و نعت پیامبر و مدح خلفا و تحسین نفس ناطقه را در بر می‌گیرد و شش فصل مهم و ۲۲ مقاله و یک خاتمه دارد.

## ترجمه
الهی‌نامه توسط آیانو ساساکی (AYANO SASAKI) ایران‌شناس و رئیس بخش فارسی دانشگاه مطالعات خارجی توکیو با حمایت رایزنی فرهنگی سفارت ایران در توکیو بر اساس تصحیح و تعلیقات محمد رضا شفیعی کدکنی به زبان ژاپنی ترجمه و به چاپ رسید.